# چهارراه شهدا
چهارراه شهدا که در بین اهالی یزد به میدان امیرچقماق مشهور است در شهرستان یزد واقع شده و این اثر در تاریخ ۲۱ بهمن ۱۳۸۷ با شمارهٔ ثبت ۲۴۳۸۶ به‌عنوان یکی از آثار ملی ایران به ثبت رسیده است.